# Atletismo nos Jogos Pan-Americanos de 2023 - 200 m feminino
A competição de 200 metros feminino do atletismo nos Jogos Pan-Americanos de 2023 foi disputada em 1º e 2 de novembro no Parque Deportivo Estadio Nacional, em Santiago, no Chile. No total, competiram 14 atletas de 11 Comitês Olímpicos Nacionais (CON).

## Calendário
Horário local (UTC-4).
| Data           | Horário | Fase      |
| -------------- | ------- | --------- |
| 1º de novembro | 18:49   | Semifinal |
| 2 de novembro  | 20:02   | Final     |

## Medalhistas
| Ouro   | DOM Marileidy Paulino |
| Prata  | BRA Ana Azevedo       |
| Bronze | ECU Gabriela Suarez   |

## Recordes
Antes desta competição, os recordes mundiais e dos Jogos Pan-Americanos da prova eram os seguintes:
| Tipo                             | Atleta                   | Tempo | Local | Data                   |
| -------------------------------- | ------------------------ | ----- | ----- | ---------------------- |
|                                  | Florence Griffith-Joyner | 21.34 | Seul  | 29 de setembro de 1988 |
| Recorde dos Jogos Pan-Americanos | Shelly-Ann Fraser-Pryce  | 22.43 | Lima  | 9 de agosto de 2019    |

## Resultados

### Semifinal
Qualificação: Os três primeiros em cada bateria (Q) e os próximos dois mais rápidos (q) se classificaram para a final.
Estes foram os resultados:
| Pos. | Bateria | Atleta            | Nacionalidade            | Tempo | Notas                 |
| ---- | ------- | ----------------- | ------------------------ | ----- | --------------------- |
| 1    | 2       | Marileidy Paulino | DOM República Dominicana | 23.04 | Q                     |
| 2    | 1       | Ana Azevedo       | BRA Brasil               | 23.61 | Q                     |
| 3    | 2       | Gabriela Suarez   | ECU Equador              | 23.63 | Q                     |
| 4    | 1       | Reyare Thomas     | TTO Trinidad e Tobago    | 23.76 | Q                     |
| 5    | 1       | Cecilia Tamayo    | MEX México               | 23.79 | Q                     |
| 6    | 1       | Aimara Nazareno   | ECU Equador              | 23.90 | q                     |
| 7    | 1       | La'nica Locker    | ANT Antígua e Barbuda    | 23.94 | q                     |
| 8    | 2       | Yunisleidy García | CUB Cuba                 | 23.96 | Q                     |
| 9    | 2       | Isidora Jiménez   | CHI Chile                | 24.00 |                       |
| 10   | 1       | Enis Pérez        | CUB Cuba                 | 24.07 |                       |
| 11   | 2       | Cristal Cuervo    | PAN Panamá               | 24.13 |                       |
| 12   | 2       | Naomi London      | LCA Santa Lúcia          | 24.33 |                       |
| –    | 1       | Martha Mendez     | DOM República Dominicana | DNF   |                       |
| –    | 2       | Lina Licona       | COL Colômbia             | DQ    | YC16.5.3[A] TR16.8[B] |

A Cartão amarelo – perturbação da largada.
B Desqualificação – largada falsa.

### Final
Estes foram os resultados:
| Pos. | Raia | Atleta            | Nacionalidade            | Tempo | Notas  |
| ---- | ---- | ----------------- | ------------------------ | ----- | ------ |
| 01 ! | 6    | Marileidy Paulino | DOM República Dominicana | 22.74 |        |
| 02 ! | 3    | Yunisleidy García | CUB Cuba                 | 23.33 |        |
| 03 ! | 7    | Ana Azevedo       | BRA Brasil               | 23.52 |        |
| 4    | 5    | Gabriela Suarez   | ECU Equador              | 23.67 |        |
| 5    | 4    | Reyare Thomas     | TTO Trinidad e Tobago    | 23.79 |        |
| 6    | 8    | Cecilia Tamayo    | MEX México               | 23.93 |        |
| 7    | 1    | La'nica Locker    | ANT Antígua e Barbuda    | 24.28 |        |
| –    | 2    | Aimara Nazareno   | ECU Equador              | DQ    | TR16.8 |

Legenda
| Recorde mundial                  | Recorde mundial (World record)               |                       | Recorde africano                      | Recorde africano (African) |                                           | Q | Classificado por posição (Qualified) |
| Recorde dos Jogos Pan-Americanos | Recorde pan-americano (Pan-American record)  | Recorde da América    | Recorde da América (Americas)         | q                          | Classificado por melhor tempo (Qualified) |   |                                      |
| Melhor marca do ano              | Melhor marca do ano (World leading)          | Recorde asiático      | Recorde asiático (Asian)              | DNS                        | Não largou (Did not start)                |   |                                      |
| Recorde nacional                 | Recorde nacional (National record)           | Recorde europeu       | Recorde europeu (European)            | DNF                        | Não terminou (Did not finish)             |   |                                      |
| Recorde pessoal                  | Recorde pessoal do atleta (Personal best)    | Recorde da Oceania    | Recorde da Oceania (Oceania)          | DSQ / DQ                   | Desclassificado (Disqualified)            |   |                                      |
| Recorde da temporada             | Recorde da temporada do atleta (Season best) | Recorde sul-americano | Recorde sul-americano (South America) | NM                         | Sem marca (No mark)                       |   |                                      |